# Konservatoriet (balett)

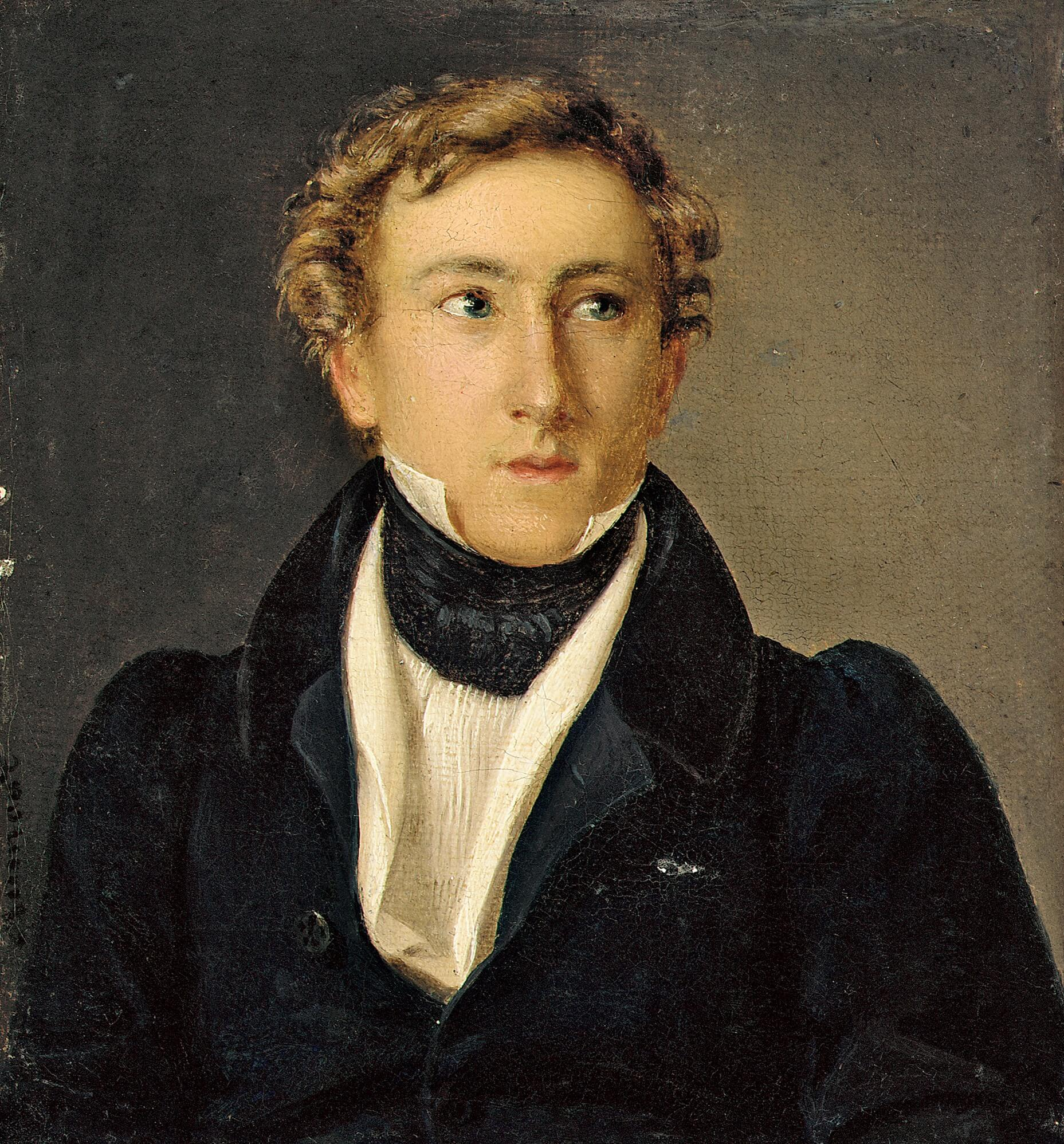
August Bournonville.

Konservatoriet eller Ett frieri i tidningarna är en vaudeville-ballet i två akter, som skapades 1849 av den danske koreografen och balettmästaren August Bournonville för Den Kongelige Ballet i Köpenhamn. Musiken är komponerad av Holger Pauli. 

## Historia
Baletten utspelar sig i Paris och bygger på koreografens egna minnen av studietiden vid Conservatoire de Paris 1824-1830 under den berömde dansaren Auguste Vestris. Vid urpremiären 1849 lanserades prima ballerinan Juliette Price. Den kompletta baletten i två akter spelades fram till 1934, då den försvann från repertoaren. År 1942 satte Harald Lander, då direktör för Den Kongelige Ballet, upp en förkortad version i en akt: "The Dancing School" (Pas d'école). 
I vår tid har den förkortade versionen förutom i Köpenhamn satts upp i Paris 1976, London 1982 och Moskva 1989.
Det kompletta verket återkom 1995 i en rekonstruerad version på Den Kongelige Ballet. Återskapandet skedde med hjälp av tre experter på Bournonville: Kirsten Ralov, tidigare assisterande direktör, solodansaren Niels Bjørn Larsen och läraren Dinna Bjørn, Larsens datter. Genom att kombinera personliga minnen av uppsättningar i början av 1930-talet med Bournonvilles anteckningar lyckades man återskapa hela verket.
Baletten sattes upp på Stockholmsoperan 1857.